# Кулаковский, Юлиан Андреевич
Юлиа́н Андре́евич Кулако́вский (13 [25] июля 1855, Поневеж, Ковенская губерния — 21 февраля 1919, Киев) — русский филолог-классик, историк Римской и Византийской империй, археолог, переводчик с латыни и древнегреческого, публицист, педагог. Член-корреспондент Императорской академии наук (с 1906), доктор римской словесности (1888), действительный статский советник (с 1902). Председатель Исторического общества Нестора Летописца при Университете св. Владимира (в 1905, 1908—1919), товарищ председателя Киевского общества распространения грамотности и просвещения (1908—1919), заслуженный ординарный профессор кафедры классической филологии Императорского университета св. Владимира (1884—1919, с 1880 — приват-доцент, с 1884 — экстраординарный профессор, c 1888 — ординарный). Младший брат П. А. Кулаковского, отец критика и литературоведа Сергея Кулаковского.

## Биография
Сын настоятеля церкви в городе Поневеж, законоучителя Поневежской гимназии, кандидата богословия Андрея Ивановича Кулаковского (1812—1860) и Прасковьи Самсоновны Бренн (1825—1872). Вырос в многодетной, рано оставшейся без отца семье. Братья: Платон, Осип (1857—1877), сёстры: Евгения, Екатерина, Мария, Наталия. Первоначальное образование получил в Виленской гимназии, с 1871 года обучался в Лицее цесаревича Николая при Московском университете, который окончил в 1873 году с золотой медалью. За сочинение «Мифы об Оресте по памятникам античного искусства» в 1874 году удостоен серебряной медали. В 1876 году окончил историко-филологический факультет Московского университета со степенью кандидата по отделению классической филологии. Учился у П. М. Леонтьева, Г. А. Иванова. В 1876—1878 — тутор (помощник старшего тутора) в Лицее цесаревича Николая. В 1878—1880 — в научной командировке Министерства народного просвещения за границей: Бонн, Тюбинген, Берлин; слушал лекции и принимал участие в семинарах Т. Моммзена, А. Гутшмида и других. В 1880 году Кулаковский начал в киевском университете св. Владимира чтение лекций по римской словесности и латинскому языку, преподавая римскую историю и словесность на Высших женских курсах.
Его диссертацией pro venia legendi было сочинение «Надел ветеранов землею и военные поселения в Римской империи». В 1882 году Кулаковский защитил в Москве магистерскую диссертацию: «Коллегии в древнем Риме: Опыт по истории римских учреждений», в 1888 году в Санкт-Петербурге — докторскую: «К вопросу о начале Рима». Переводчик сохранившейся части «Res Gestae» («История») Аммиана Марцеллина.
Автор множества рецензий, биографических статей и некрологов. Среди последних: о М. Н. Каткове, П. И. Аландском, А. К. Деллене, В. И. Модестове, А. А. Фете, Н. П. Дашкевиче, А. Н. Майкове, М. Н. Муравьёве, М. А. Максимовиче, Теодоре Моммзене, В. Б. Антоновиче, Л. Н. Толстом, В. С. Иконникове.
Удостоен сборника в свою честь Serta Borysthenica, в котором приняли участие А. И. Соболевский, И. А. Лециус, Г. Э. Зенгер, Б. В. Варнеке, А. А. Дмитриевский, Ф. Ф. Зелинский, В. П. Клингер, А. И. Сонни, С. П. Шестаков, Т. Д. Флоринский, И. М. Каманин, Г. Г. Павлуцкий и другие.
В 1891 году Кулаковский прочитал публичную лекцию: «Христианская церковь и римский закон в течение первых двух веков», где доказывал, что принцип религиозной нетерпимости проведён в государственный строй христианскими императорами Рима. Эта лекция вызвала резкое возражение в «Трудах Киевской духовной академии», где Юлиан Кулаковский сравнивался с Юлианом Отступником. В своём ответе Кулаковский с блеском доказал справедливость своего взгляда. Во второй половине 1890-х годов он вёл археологические раскопки на юге России, первым — в Ольвии, одним из первых — в Керчи (совместно с К .Е. Думбергом) и Старом Крыму.
Участвовал почти во всех Археологических съездах 1884—1908 годов, был делегатом на Римском международном историческом конгрессе (1903), берлинском съезде историков (1909), III Международном конгрессе историков в Лейдене (1912). Состоял членом Императорской Археологической комиссии, Московского археологического общества, был вице-председателем Киевского художественно-промышленного и научного музея императора Николая Александровича, членом Совета попечителя Киевского учебного округа, членом Высочайше утверждённой комиссии по преобразованию высших учебных заведений (1902) и прочих.
На даче Ю. А. Кулаковского в Красной Поляне (доставшейся ему после смерти брата Платона) останавливались и гостили Вячеслав Иванов и В. Ф. Эрн. Активно общался и состоял в переписке с А. И. Соболевским, Э. Л. Радловым, Т. Д. Флоринским, Н. П. Дашкевичем, В. В. Латышевым, А. И. Маркевичем.
Учениками Кулаковского считали себя Г. Г. Павлуцкий и В. П. Клингер.
Главный труд последних лет жизни — трёхтомник «История Византии» — впервые составленная русским учёным дотошная хроника центральных событий Ромейской империи со времени основания Константинополя (359 год) до времени царствования Льва Исавра (717 год). Широкими мазками написанное эпическое полотно государственного устройства Римской империи в IV веке, обзор судеб христианства и нашествия готов, занимающее начальную треть первого тома, служит образцовым введением в историю культуры и государственности позднего Рима и ранней Византии. Кулаковский в 1916—1919 готовил к печати рукопись 4-го тома (её местонахождение неизвестно). Этот труд подвергался критике А. А. Васильевым и П. В. Безобразовым, удостоен сочувственных отзывов Луи Брейе и С. П. Шестакова. Благодаря подробности изложения, «История Византии», написанная прекрасным литературным языком (как и все сочинения Кулаковского), является необходимым подспорьем при изучении истории и культуры Византийской империи IV—VIII веков.
Таким образом, путь учёного от древностей Рима к византийской медиевистике лежал через археологию и эпиграфику Северного Причерноморья.
Был убеждённым монархистом, активно участвовал в монархическом движении. С 1906 года состоял в Русском собрании, в 1909 году был избран в Совет Киевского клуба русских националистов. Участвовал в консервативном академическом движении.
В 1891—1919 годах жил в Киеве на улице Пушкинской, 40, кв. 6 (дом М. Ф. Михельсона). Умер от эмфиземы лёгких и «слабости сердца», похоронен в Киеве. Место погребения неизвестно (предположительно на Байковом кладбище, не исключён пришедший в запустение некрополь на Замковой горе).

## Воспоминания о Кулаковском
В. Ф. Асмус (1894—1975), студент историко-филологического факультета Университета св. Владимира в 1914 г.: «Кулаковский был уже старик, но чрезвычайно бодрый, живой и энергичный. На нём был ладно сшитый штатский костюм, нарядные брюки и изысканные носки. Войдя в аудиторию, он быстро поздоровался, оглядел нас очень строгим взглядом и сразу, без всяких предисловий начал чтение. Читал он энергично, стремительно, и каждая фраза говорила о большой учености, о безупречном владении предметом, о педагогическом мастерстве. Никакими записками, конспектами он не пользовался. Он предупредил нас, чтобы, готовясь к экзамену, мы не вздумали пользоваться Модестовым, и крайне нелестно отозвался о его курсе. Тут же посоветовал не готовиться и по „ходящим по рукам“ его собственным литографированным лекциям. Он рекомендовал вести сначала собственноручные записи и по ним приготовляться к экзамену. Когда лекция уже началась, мы переглянулись и подумали, что он, наверное, преувеличивает наши способности и нашу готовность вести записи по его сложному курсу, который к тому же он читал в быстром темпе и пересыпал латинским цитатами из самых древних памятников римской литературы… Лекции были содержательны и интересны, а темперамент Кулаковского делал их живыми, порой драматичными. Мы в полной мере оценили эти качества Кулаковского, когда он дошёл до Плавта и начал анализ содержания его комедий. В аудитории часто раздавался дружный хохот. Особенно запомнились пересказы комедий Aulularia [Горшок], Menechmi [Два Менехма], Miles gloriosus [Хвастливый воин]. Свои мастерские пересказы Кулаковский вел крайне серьёзно, без тени улыбки — в то время как, слушая его, мы часто смеялись безудержно… Темперамент Кулаковского был темперамент политический. Это был профессор, не скрывавший своих „правых“ политических убеждений, его чтения были насыщены политической тенденцией. И герои самого историко-литературного процесса, и ученые корифеи — западные и отечественные — истории римской литературы изображалсиь в его курсе как носители доблестных или вредных политических начал, ими олицетворявшихся. Такими были в изображении Кулаковского и Энний и Лукреций, и Цезарь и Цицерон, и Курциус и Моммзен» (Вспоминая В. Ф. Асмуса… / Сост. М. А. Абрамов, В. А. Жучков, Л. Н. Любинская. М., 2001. С. 212—213). Юлиан Андреевич покорял «ученостью, блеском эрудиции, громадной памятью».
В. А. Романовский (1890—1971), студент историко-филологического факультета Университета св. Владимира в 1909—1914 гг.: «Довольно сильно представлена была греческая и римская литература. В особенности большим влиянием пользовался профессор римской словесности Ю. А. Кулаковский. Он был учеником петербургского профессора В. Г. Васильевского и в особенности берлинского профессора Т. Моммзена. Для филологов Ю. А. Кулаковский читал Лукреция Кара „О природе вещей“, для историков — Тацита, Тита Ливия и др. В особенности он увлекался римскими писателями и перешёл затем к истории Византии… Ю. А. Кулаковский отличался оригинальностью мыслей и, в частности, вызвал недовольство церковников тем, что стал отрицать преследование христиан римскими императорами. Реакционеры даже стали называть его Юлианом Отступником, сравнивая с римским императором Юлианом Апостатом» (Alma Mater: Університет св. Володимира напередодні та в добу Української революції (1917—1920): МАтеріали, документи, спогади / Авт.-упоряд. В. А. Короткий, В. І. Ульяновський. Київ, 2000. Кн. 1. С. 287).

## Награды
- Орден Святого Станислава 3-й ст.;
- Орден Святой Анны 3-й ст.;
- Орден Святого Станислава 2-й ст.;
- Орден Святой Анны 2-й ст.;
- Орден Святого Владимира 4-й ст.;
- Орден Святого Владимира 3-й ст.;
- Орден Святого Станислава 1-й ст.
- серебряная медаль «В память коронации императора Александра III»;
- знак отличия XL лет беспорочной службы.

## Семья
С 1 октября 1890 года был женат на Любови Николаевне Рубцовой (ум. в 1914 в Киеве, похоронена в Вильно), дочери управляющего канцелярией Варшавского генерал-губернатора, тайного советника Н. И. Рубцова (1825—1895). Их дети:
- Сергей (4(16).07.1892, Вильна — 11.03.1949, Лодзь, похоронен на православном Кладбище «Повонзки» в Варшаве).
- Арсений (1893, Киев — 1930-е, Киев).